# کلاته هیزمی
کلاته هیزمی یک روستا در ایران است که در دهستان خوارتوران شهرستان شاهرود واقع شده‌است.